# Kreis Mailand
Der Kreis Mailand (italienisch circondario di Milano) war ein Kreis in der italienischen Provinz Mailand. Er wurde 1859 gegründet und 1927 aufgelöst.

## Gemeinden (1863)
- mandamento I di Milano (Porta Comasina con Porta Tenaglia e Arco della Pace)
  - Teil der Gemeinde Mailand
- mandamento II di Milano (Porta Nuova)
  - Teil der Gemeinde Mailand
- mandamento III di Milano (Porta Orientale con Porta Tosa)
  - Teil der Gemeinde Mailand
- mandamento IV di Milano (Porta Romana con Porta Vigentina)
  - Teil der Gemeinde Mailand
- mandamento V di Milano (Porta Ticinese con Porta Ludovica)
  - Teil der Gemeinde Mailand
- mandamento VI di Milano (Porta Vercellina)
  - Teil der Gemeinde Mailand
- mandamento VII di Milano (Porta Comasina, Porta Nuova e Porta Orientale)
  - Teil der Gemeinde Corpi Santi di Milano
- mandamento VIII di Milano (Porta Romana, Porta Ticinese e Porta Vercellina)
  - Teil der Gemeinde Corpi Santi di Milano
- mandamento IX di Milano
  - Gemeinden Affori; Bresso; Brusuglio; Bruzzano dei Due Borghi; Cormano; Crescenzago; Dergano; Gorla; Greco Milanese; Niguarda; Precotto; Turro
- mandamento X di Bollate
  - Gemeinden Arese; Baranzate; Boldinasco; Bollate; Cassina del Pero; Cassina Nuova; Cassina Triulza; Cerchiate; Cesate; Figino di Milano; Garbagnate; Garegnano; Mazzo Milanese; Musocco; Novate Milanese; Pinzano; Quarto Cagnino; Quinto Romano; Roserio; Senago; Terrazzano; Trenno; Villa Pizzone
- mandamento XI di Cassano d’Adda
  - Gemeinden Bisentrate; Cassano d’Adda; Concesa; Cornegliano Bertario; Grezzago; Groppello d’Adda; Inzago; Pozzo d’Adda; Pozzuolo; Trecella; Trezzano Rosa; Trezzo sull’Adda; Vaprio d’Adda
- mandamento XII di Corsico
  - Gemeinden Assago; Baggio; Buccinasco; Cesano Boscone; Corsico; Cusago; Grancino; Muggiano; Ronchetto; Sellanuova; Settimo Milanese; Trezzano sul Naviglio
- mandamento XIII di Gorgonzola
  - Gemeinden Basiano; Bellinzago Lombardo; Bornago; Busnago; Bussero; Cambiago; Cassina dei Pecchi; Cernusco Asinario; Colnago; Cornate; Gessate; Gorgonzola; Masate; Pessano; Porto d’Adda; Roncello; San Pedrino; Sant’Agata Martesana; Vignate
- mandamento XIV di Locate
  - Gemeinden Basiglio; Bolgiano; Chiaravalle Milanese; Locate di Triulzi; Morsenchio; Nosedo Chiaravalle; Opera; Pieve Emanuele; Pontesesto; Quintosole; Rozzano; San Donato Milanese; Vaiano Valle; Vigentino; Zelo Foramagno
- mandamento XV di Melegnano
  - Gemeinden Bustighera; Carpiano; Cerro al Lambro; Colturano; Mediglia; Melegnano; Mercugnano; Pedriano; Riozzo; San Giuliano; Sesto Ulteriano; Viboldone; Vizzolo Predabissi; Zivido
- mandamento XVI di Melzo
  - Gemeinden Briavacca; Cavaione; Lambrate; Limito; Liscate; Melzo; Mezzate; Novegro; Pantigliate; Peschiera Borromeo; Pioltello; Premenugo; Rodano; Rovagnasco; Segrate; Settala; Truccazzano